# Klad
Klád (starogrško starogrško κλάδος: klados - veja) je taksonomska skupina (npr. skupina organizmov), ki obsega skupnega prednika in vse njegove potomce. Vsaka taka skupina je monofiletska in jo lahko predstavimo tako s filogenetsko analizo, npr. s shemo drevesa, kot tudi s kladogramom (glej kladistika) ali pa preprosto kot taksonomsko referenco.
Kadar se klad pokaže kot trden v različnih kladističnih analizah z različnimi nabori podatkov, lahko postane takson. Vendar pa vsi taksoni niso kladi. Plazilci so npr. parafiletska skupina, ker ne vključujejo ptičev (Aves), ki naj bi se tudi razvili iz skupnega prednika plazilcev.
Kadar je kak klad vključen v širši klad, rečemo, da »gnezdi« v njem. Analiza vgnezdenih kladov je lahko zelo uporabna. Omogoča npr. odkrivanje širjenja areala na izoliranih geografskih področjih.